# Четвертий (фільм)
«Четвертий» (рос. «Четвёртый») — радянський художній фільм 1972 року режисера Олександра Столпера, за однойменною п'єсою Костянтина Симонова, що датується 1961 роком.

## Сюжет
Друга світова війна. Екіпаж американського літака потрапляє в німецький табір. Троє членів екіпажу вирішують пожертвувати своїми життями, щоб дати можливість втекти іншим ув'язненим. Головний герой фільму — четвертий член екіпажу (Він) — хоче приєднатися до них, але командир і однополчани відмовляють йому, тому що для здійснення задуманого потрібно тільки троє, а четверта людина викличе підозру фашистів і зробить план втечі нездійсненним. Прощаючись друзями, що з йдуть на смерть, головний герой говорить:
 — По правді кажучи, Дік (так звати командира літаючої фортеці), мені буде соромно жити.
 — А ти живи так, щоб тобі не було соромно.

Льотчики гинуть, але багато ув'язнених, у тому числі і головний герой, втікають з табору.
Проходить п'ятнадцять років, і колишній в'язень стає відомим успішним американським журналістом. Перед поїздкою в Європу на сесію НАТО герой дізнається про злочинні плани американської авіарозвідки — фактично мова йде про неминучий прийдешній військовий конфлікті між СРСР і США. Перед героєм фільму встає дилема: зробити заяву, оприлюднивши відомі йому деталі спланованої провокації, втративши при цьому всіх життєвих благ, або промовчати.
Напередодні відльоту зі США герой відвідує колишню дружину, у якої проводить ніч, згадуючи своє життя (у тому числі: зраду ідеалів, за які доводилося битися під час Другої світової і війни в Іспанії; зраду своїх друзів, членів післявоєнної американської комуністичної партії) і робить непростий для себе вибір.

## У ролях
- Володимир Висоцький —  Він, журналіст
- Маргарита Терехова —  Кет, жінка, яку Він любив
- Сергій Шакуров —  Дік
- Олександр Кайдановський —  Штурман
- Сергій Сазонтьєв —  Другий пілот
- Юрій Соломін —  Чарльз Говард
- Тетяна Васильєва —  Бетсі, жінка, на якій Він одружився
- Маріс Лієпа —  Джек Уїллер  (озвучує  В'ячеслав Тихонов
- Армен Джигарханян —  Гвіччарді
- Юозас Будрайтіс —  Бен Кроу
- Міхай Волонтір —  Бонар
- Лев Дуров —  Вандеккер
- Лев Круглий —  Тедді Франк
- Зінаїда Славіна —  вдова Гвіччарді
- Леонід Кулагін —  голова комісії

## Знімальна група
- Автор сценарію і режисер-постановник:  Олександр Столпер
- Головний оператор:  Валентин Железняков
- Головний художник:  Михайло Карташов
- Композитор:  Ян Френкель
- Художник по костюмах:  Анна Ганевська
- Художник:  Олександр Самулекін
- Консультант:  Валентин Зорін
- Директор фільму:  Лазар Мількіс